# El Quimilo
El Quimilo es una localidad de la provincia argentina de Catamarca, perteneciente al Departamento La Paz.

## Geografía
Se encuentra en una llanura ubicada en el extremo sur de las sierras de Ancasti. El paisaje contrasta entre el desierto salitroso y el monte de quebrachos en donde se asienta el poblado, delimitando el borde norte de las Salinas Grandes. 
Se puede acceder a través de la Ruta provincial 156 en su paso por la Ruta Nacional 60 en el paraje El Bosquecillo; o por la localidad de Casa de Piedra.
Mediante caminos de tierra que actualmente se encuentran en mal estado, puede accederse también desde la ciudad de Cruz del Eje en la provincia de Córdoba. Caminos que atraviesan las salinas uniendo los parajes de Las Toscas en Córdoba cerca de la Reserva de vida silvestre Monte de las Barrancas, con la ruta provincial 156 en Catamarca. 

### Población
Cuenta con 63 habitantes (Indec, 2010), lo que representa un descenso del 3% frente a los 65 habitantes (Indec, 2001) del censo anterior.
| Gráfica de evolución demográfica de El Quimilo entre 1991 y 2010 |
|                                                                  |
| Fuente: Censos nacionales del INDEC                              |

### Sismicidad
La sismicidad de la región de Catamarca es frecuente y de intensidad baja, y un silencio sísmico de terremotos medios a graves cada 30 años en áreas aleatorias. Sus últimas expresiones se produjeron:
- 21 de marzo de 1892 (133 años), a las 1.45 UTC-3 con 6,0 Richter; como en toda localidad sísmica, aún con un silencio sísmico corto, se olvida la historia de otros movimientos sísmicos regionales (terremoto de Recreo de 1892)
- 21 de octubre de 1966 (58 años), a las 12.39 UTC-3 con 5,0 Richter
- 3 de noviembre de 1973 (51 años), a las 14.17 UTC-3 con 5,8 Richter: además de la gravedad física del fenómeno se unió el olvido de la población a estos eventos recurrentes
- 7 de septiembre de 2004 (20 años), a las 8.53 UTC-3, con una magnitud aproximadamente de 6,5 en la escala de Richter (terremoto de Catamarca de 2004)[1]